# Grégory Le Corvec

a Compétitions nationales et continentales officielles uniquement.

b Matchs officiels uniquement.
Dernière mise à jour le 7 octobre 2011.
Grégory Le Corvec, né le 4 mars 1977 à Toulon (Var), est un joueur français de rugby à XV qui évolue au poste de troisième ligne aile, ainsi que de rugby à sept. Il joue notamment au sein de l'effectif de l'USA Perpignan, et compte une sélection en équipe de France.

## Biographie
Grégory Le Corvec évolue avec le Rugby club toulonnais jusqu'en 2000, puis avec le Stade montois rugby pendant une saison, avant de rejoindre l'USA Perpignan en 2001.

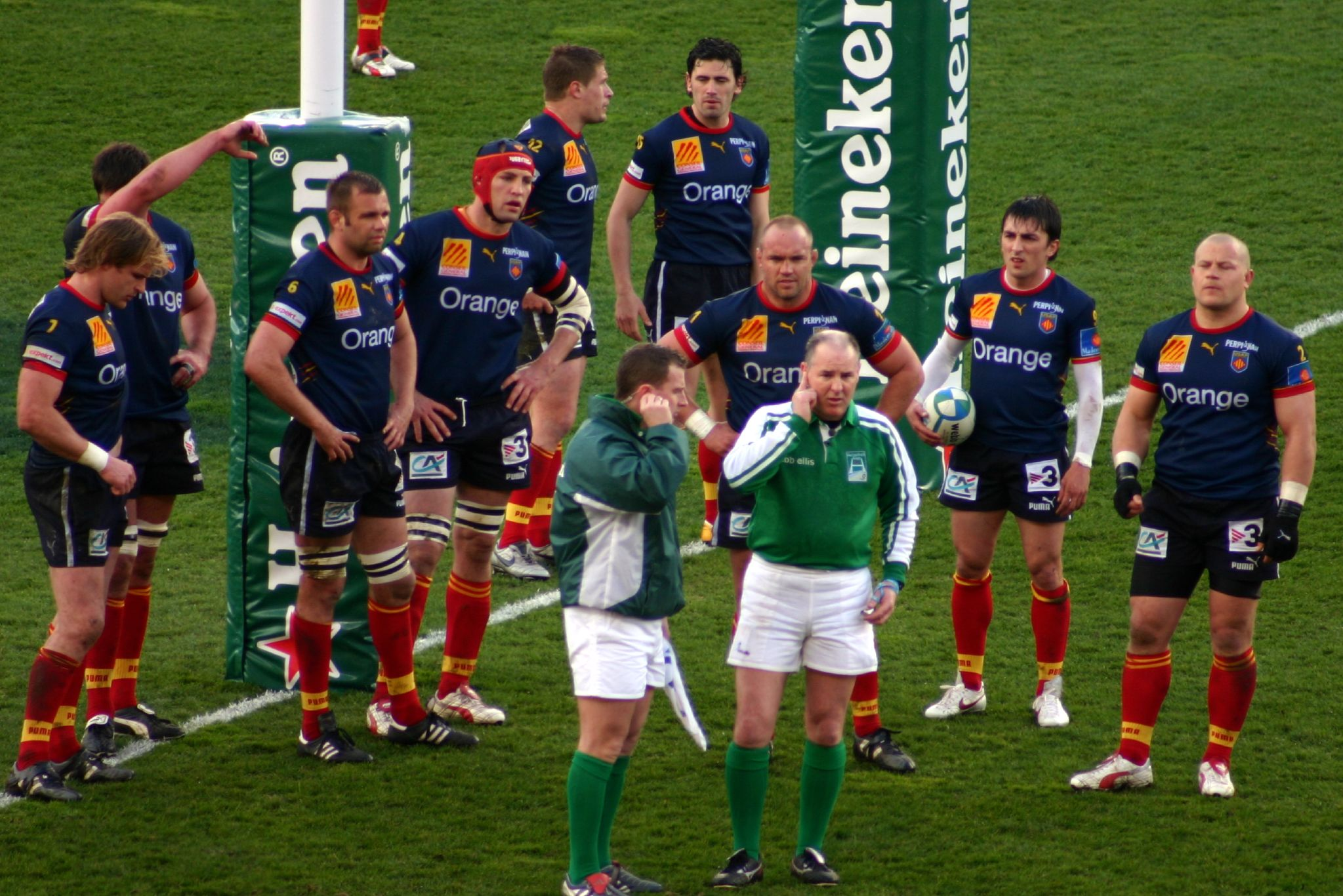
Le Corvec (3e à gauche) avec l'USAP lors d'un match de H Cup en avril 2006.

Le 24 mai 2003, il est titulaire avec l'USA Perpignan, associé en troisième ligne à Bernard Goutta et Phil Murphy, en finale de la Coupe d'Europe au Lansdowne Road de Dublin face au Stade toulousain. Les catalans ne parviennent pas à s'imposer, s'inclinant 22 à 17 face aux toulousains qui remportent le titre de champions d'Europe.
Il a honoré sa première et seule cape internationale en équipe de France le 2 juin 2007 contre l'équipe de Nouvelle-Zélande, alors que les internationaux du Stade toulousain, de l'ASM Clermont Auvergne, du Biarritz olympique et du Stade français disputaient les demi-finales du Top 14 2006-07 dans leurs clubs respectifs.
Il devient un élément indispensable de la formation catalane joueur de fort tempérament il décroche le Graal en 2009 contre ASM.  
En novembre 2009, il est invité avec les Barbarians français pour jouer un match contre un XV de l'Europe FIRA-AER au Stade Roi Baudouin à Bruxelles. Ce match est organisé à l'occasion du 75e anniversaire de la FIRA – Association européenne de rugby. Les Baa-Baas l'emportent 26 à 39.
Il prend sa retraite professionnelle à l'issue de la saison 2011-2012 du Top 14 et s'engage avec le club amateur du Rugby Club Hyères Carqueiranne La Crau qui évolue en Fédérale 2.
De 2015 à 2024, il est manager général du RCHCC. Le club est Champion de France de Fédérale 2 en 2017.

## Palmarès
Avec le RC Toulon
- Coupe Frantz Reichel :
  - Champion (2) : 1997 et 1998

Avec l'USA Perpignan
- Championnat de France de première division :
  - Champion (1) : 2009
  - Finaliste (2) : 2004 et 2010
- Coupe d'Europe :
  - Finaliste (1) : 2003

Avec le RCHCC
- Championnat de France de Fédérale 2 :
  - Vainqueur (1) : 2017

## Statistiques en équipe nationale
(à jour au 07.10.11)
- 1 sélection en équipe de France en 2007
- Équipe de France A :
  - 1 sélection en 2006 (Irlande A)[réf. nécessaire]
  - 1 sélection en 2005 (Angleterre A)[réf. nécessaire]
- Équipe de France de rugby à sept
- 1 sélection en 1999 (Galles A)[réf. nécessaire]